# Täferrot
Täferrot település Németországban, azon belül Baden-Württembergben. Lakosainak száma 1019 fő (2023. december 31.). Täferrot Ruppertshofen és Durlangen községekkel határos.

## Népesség
A település népessége az elmúlt években az alábbi módon változott:
| Lakosok száma | 776  | 796  | 865  | 940  | 908  | 995  | 999  | 1042 | 1010 | 1019 |
|               | 1961 | 1967 | 1974 | 1980 | 1987 | 1993 | 2000 | 2006 | 2013 | 2023 |